# Шотар, Жорис
Жори́с Жан Клод Жак Шота́р (фр. Joris Jean-Claude Jacques Chotard; род. 24 сентября 2001, Оранж) — французский футболист, полузащитник клуба «Монпелье».

## Клубная карьера
Шотар выступал за молодёжные команды «Прованс», «Шаторенар» и «Ле Понте Гран-Авиньон», после чего стал игроком академии «Монпелье» в июле 2016 года. 10 августа 2019 года дебютировал в основном составе «Монпелье» в матче французской Лиги 1 против «Ренна».

## Карьера в сборной
Выступал за сборные Франции до 18, до 19 лет и до 21 года. В составе олимпийской сборной Франции стал серебряным призером Игр в Париже.  